# Mirkovac (Kozarska Dubica)
Mirkovac (szerbül: Мирковац), falu Bosznia-Hercegovinában, Bosanska krajina területén, Kozarska Dubica községben, a Szerb Köztársaságban. 

## Fekvése
Bosznia-Hercegovina északi részén, Banja Lukától légvonalban 52, közúton 78 km-re északnyugatra, községközpontjától légvonalban 10, közúton 13 km-re délnyugatra, 130 - 260 méteres tengerszint feletti magasságban, a Knešpolje mezején és a Potkozarje dombjai között, a Knežica és a Miječanica-folyók által közrefogva fekszik. Több, kis településből áll.

## Népessége
| Nemzetiségi csoport | Népesség 1991 | Népesség 2013 |
| ------------------- | ------------- | ------------- |
| Szerb               | 326           | 217           |
| Bosnyák             | 0             | 0             |
| Horvát              | 0             | 0             |
| Jugoszláv           | 2             | 2             |
| Egyéb               | 0             | 4             |
| Összesen            | 328           | 223           |

## Története
A település 1878-ig tartozott az Oszmán Birodalomhoz, ekkor a berlini kongresszus határozata alapján az Osztrák-Magyar Monarchia része lett. A monarchia szétesésével 1918-ben előbb a Szerb-Horvát-Szlovén Királyság, majd 1929-től a Jugoszláv Királyság része. Jugoszlávia megszállása után a falu a Független Horvát Állam (NDH) része lett. 1942-ben súlyos harcok folytak itt egyrészről az usztasa és német, másrészt a partizán alakulatok között. 1945-től a település a szocialista Jugoszlávia része volt. A Bosznia-Hercegovinában zajló polgárháború idején a település a Boszniai Szerb Köztársaság része volt. Jugoszlávia felbomlása és a bosznia-hercegovinai háború során a falu nem szenvedett jelentősebb veszteségeket. 1995. szeptember 18-án és 19-én az Una horvát hadművelet keretében Kozarska Dubica község területét megtámadta a Horvát Köztársaság hadserege (HV). Ezt a támadást a Boszniai Szerb Köztársaság hadserege (VRS) és a helyi lakosság visszaverte. A harcok nem értek el idáig. A daytoni békeszerződést követő területfelosztásnál a település, Kozarska Dubica község részeként a Szerb Köztársaság területéhez került.

## Nevezetességei
- A település határában 1949-ben emlékművet állítottak a Zoja Kozmodemjanskaja nevét viselő III. dubicai ifjúmunkás brigád 1943. júniusi megalakulásának emlékére.